# Sint-Augustinuskerk (Elsloo)
De Sint-Augustinuskerk is een kerkgebouw in Elsloo in de gemeente Stein in de Nederlandse provincie Limburg. De rooms-katholieke parochiekerk is gewijd aan Sint-Augustinus. De kerk staat op het hoogste punt van Elsloo aan de straat Op de Berg. Aan de zuidzijde van de kerk ligt het kerkhof met op het kerkhof de neoromaanse grafkapel familie De Geloes.

## Geschiedenis
In 1400 werd er reeds melding gemaakt van een parochiekerk met twee altaren.
In 1459 bouwde men een nieuwe kerk, die aan Onze-Lieve-Vrouw was toegewijd. In 1485 stonden er drie altaren in deze kerk.
In de jaren 1840 brak men de oude aan Onze-Lieve-Vrouw gewijde kerk af. In de periode 1848-1949 bouwde men de huidige kerk naar een ontwerp van Jean Dumoulin. De bouwmaterialen die overbleven werden gebruikt voor de Mariakapel van Catsop.
In 1862 bouwde men de klokkenverdieping van de toren.
Tussen 1921-1935 kwam de kerk aan de rand van Elsloo te liggen als gevolg van het graven van het Julianakanaal.
Op 17 september 1944 werd tijdens de Tweede Wereldoorlog de kerktoren en het dak van de kerk als gevolg van granaatvuur.
In 1958-1959 bouwde men oostelijker in het dorp de Mariakerk met als doel om als hoofdkerk de functie van de Sint-Augustinuskerk over te nemen die dan bijkerk zou worden.
Van 1963 tot 1965 werd de kerk gerestaureerd. Sinds 1967 is het gebouw een rijksmonument.

## Beschrijving

### Exterieur
De niet-georiënteerde bakstenen kerk bestaat uit een ingebouwde toren in het zuiden, een driebeukig schip met pseudobasilicale opstand en vijf traveeën en een rondgesloten koor met één travee. De vierkante toren heeft een torenspits met erkertorentjes met balustrade, twee galmgaten met galmborden aan iedere zijde en vormt de toegang tot de kerk. De vijfde travee van het schip wordt door de toren ingenomen. In de zuidgevel zijn in twee nissen beelden geplaatst van de twee patroonheiligen van het dorp: Sint-Augustinus van Hippo en Sint-Gillis. Het schip en het koor hebben rondboogvensters en een samengesteld zadeldak.

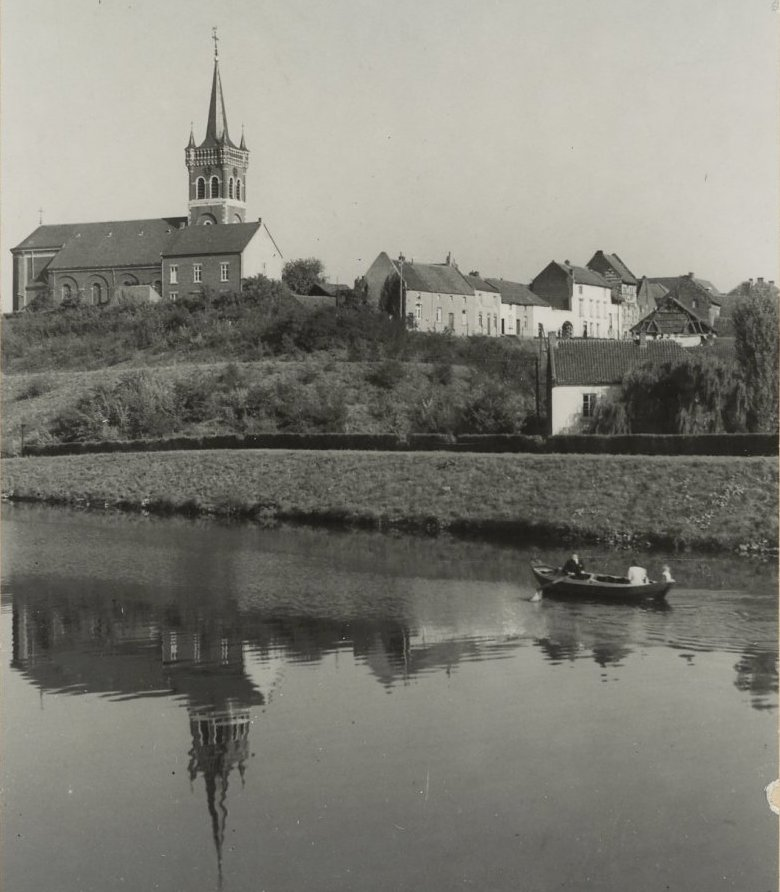
Kerk in 1942
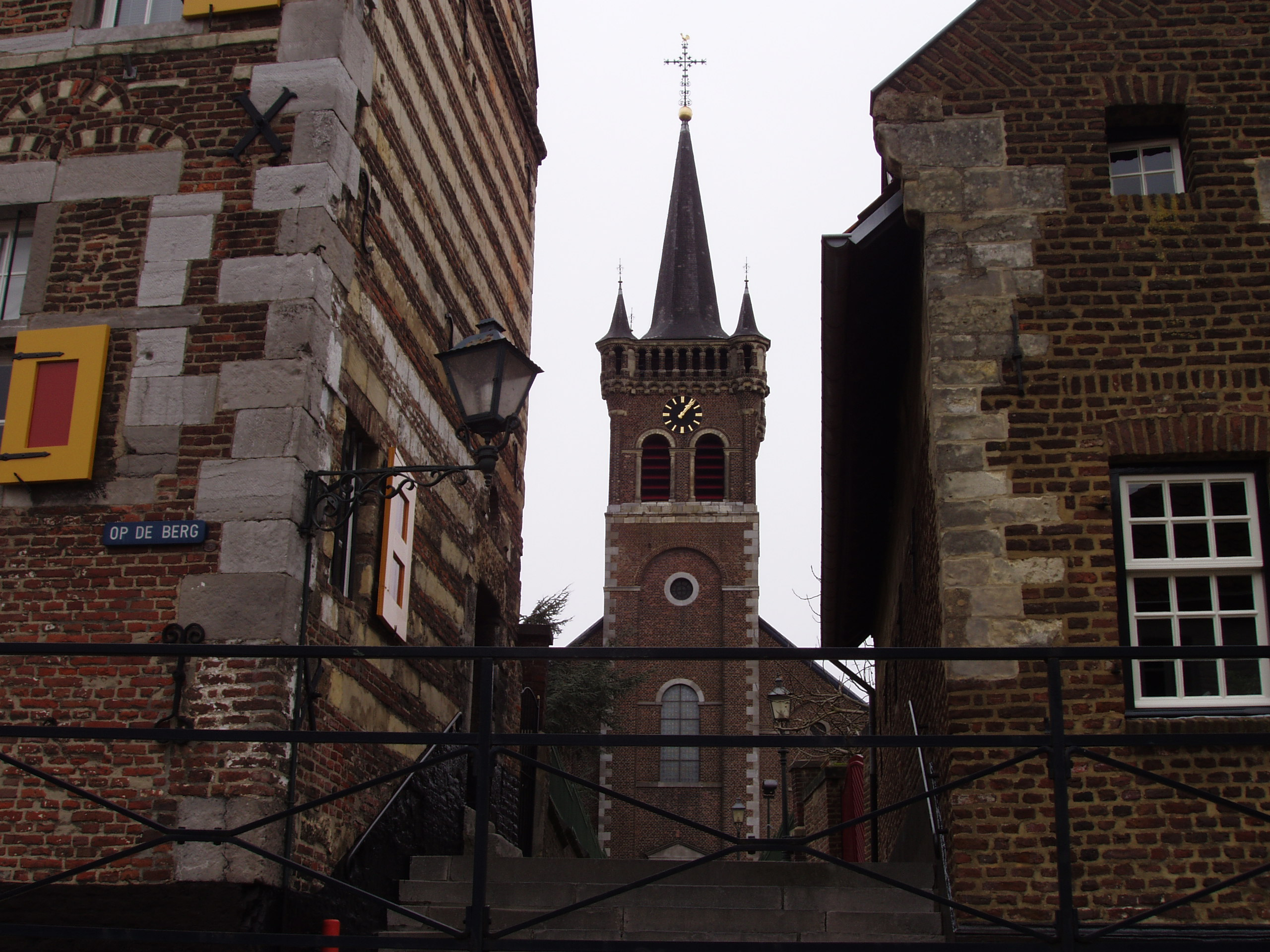
Kerk vanaf Op de Berg
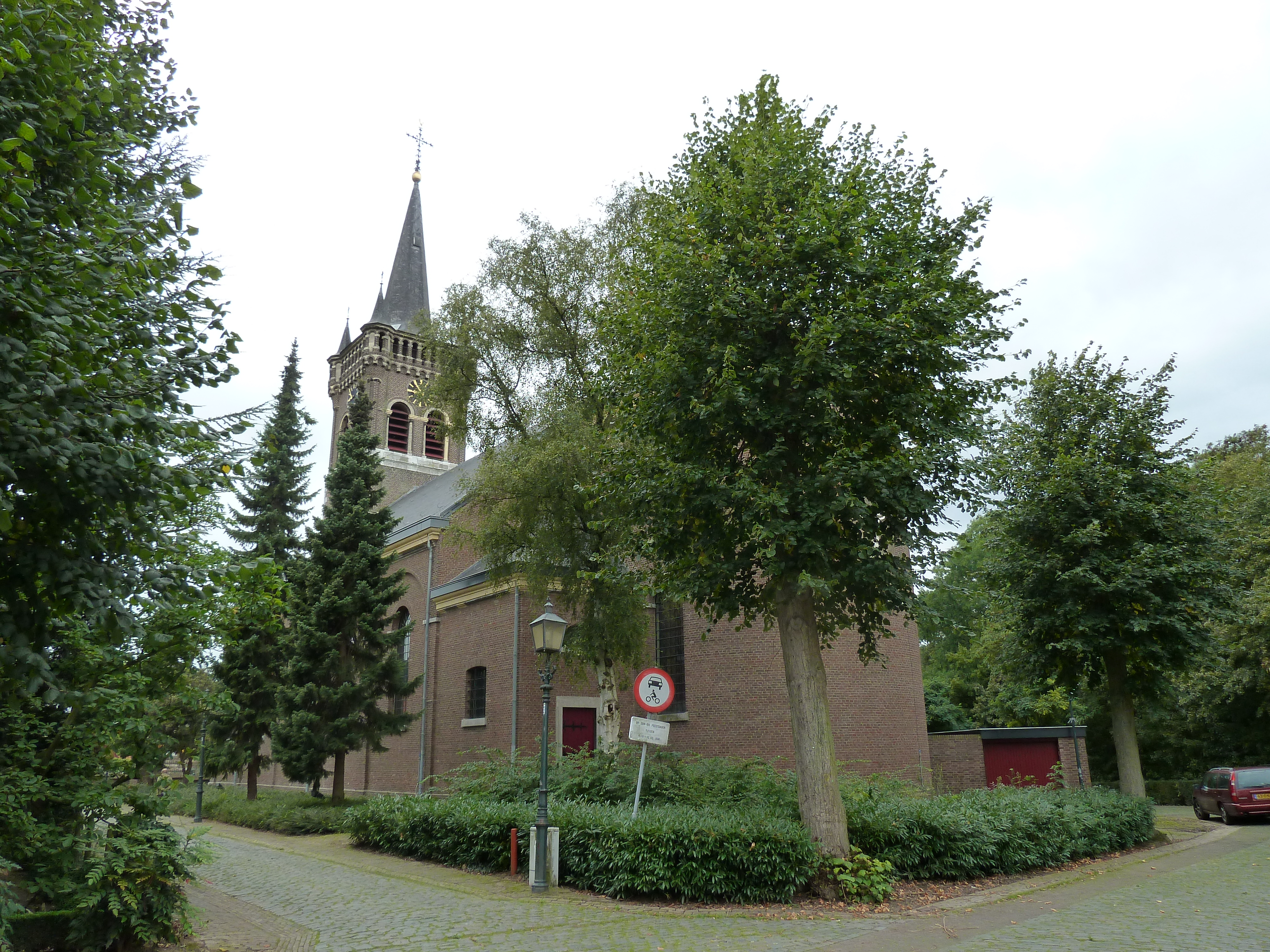
Kerk vanuit het oosten
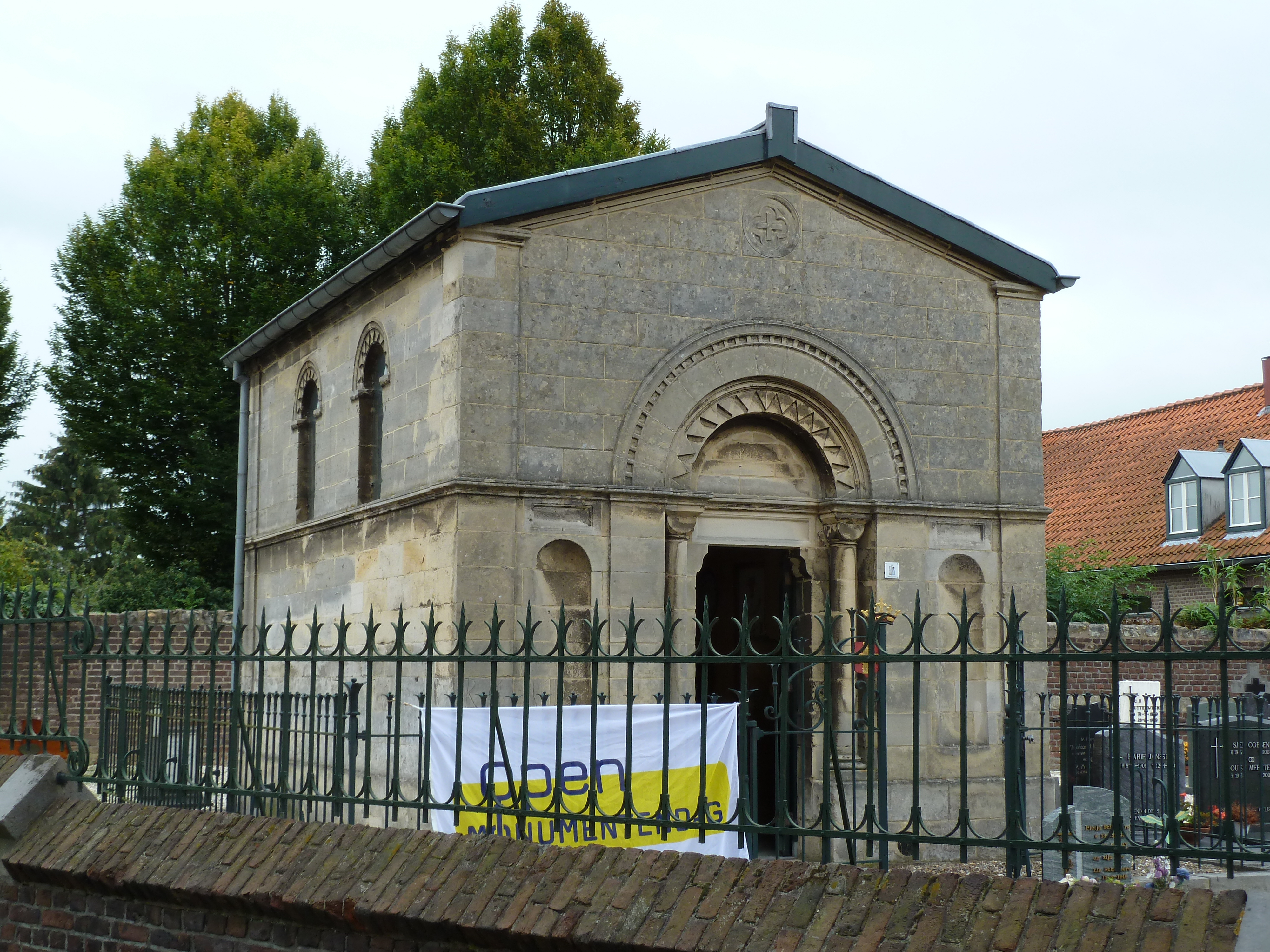
Grafkapel op het kerkhof

### Interieur
De kerk heeft een fraai neoclassicistisch interieur met gestucte tongewelven. Het hoofdaltaar is afkomstig uit de Augustijnenkerk in Maastricht en is waarschijnlijk begin-19e-eeuws. De zijaltaren  zijn barok (1e helft 18e eeuw). De preekstoel in Lodewijk XVI-stijl is afkomstig uit de Sint-Servaaskerk in Maastricht en is waarschijnlijk door Mathias Soiron ontworpen. De biechtstoelen (ca. 1700) zijn afkomstig uit de voormalige Jezuïetenkerk te Roermond. Het doopvont is romaans (12e eeuw).

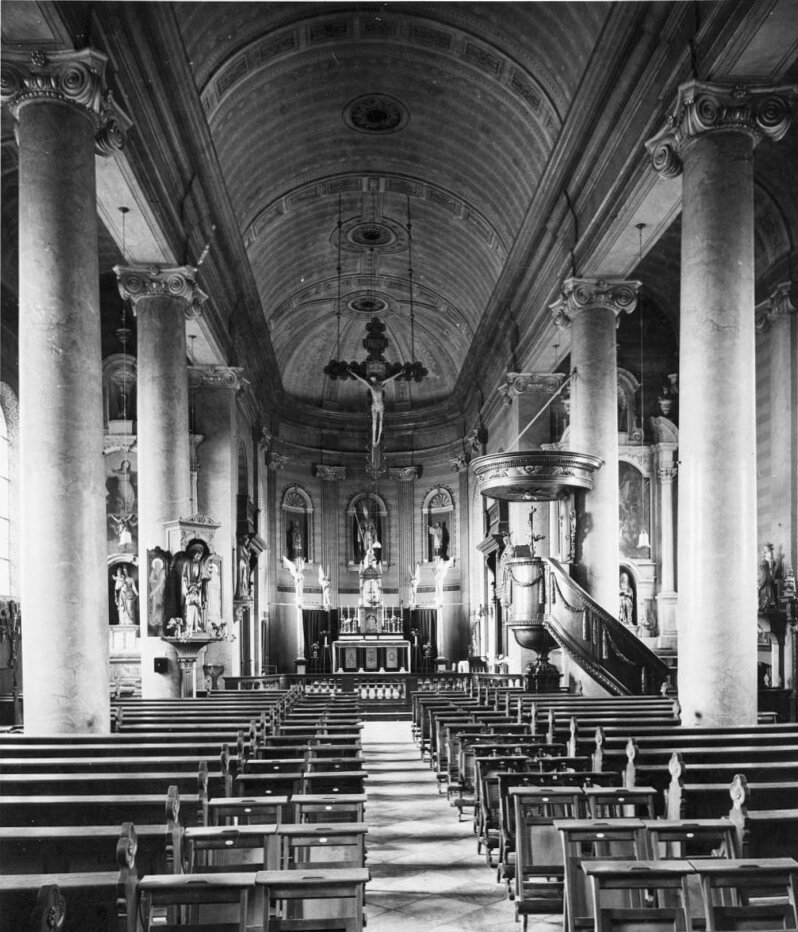
Interieur naar het oosten
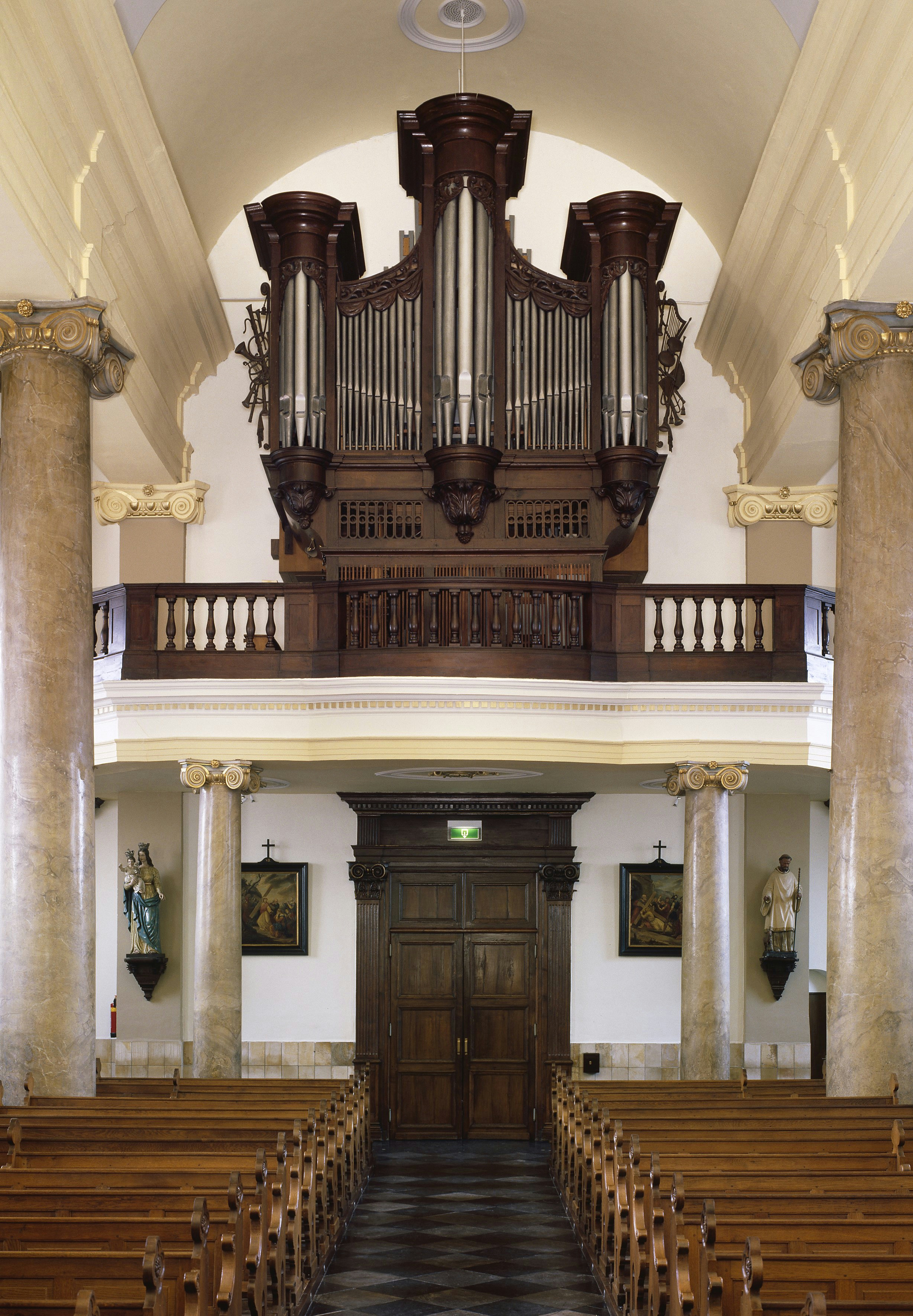
Interieur naar het westen
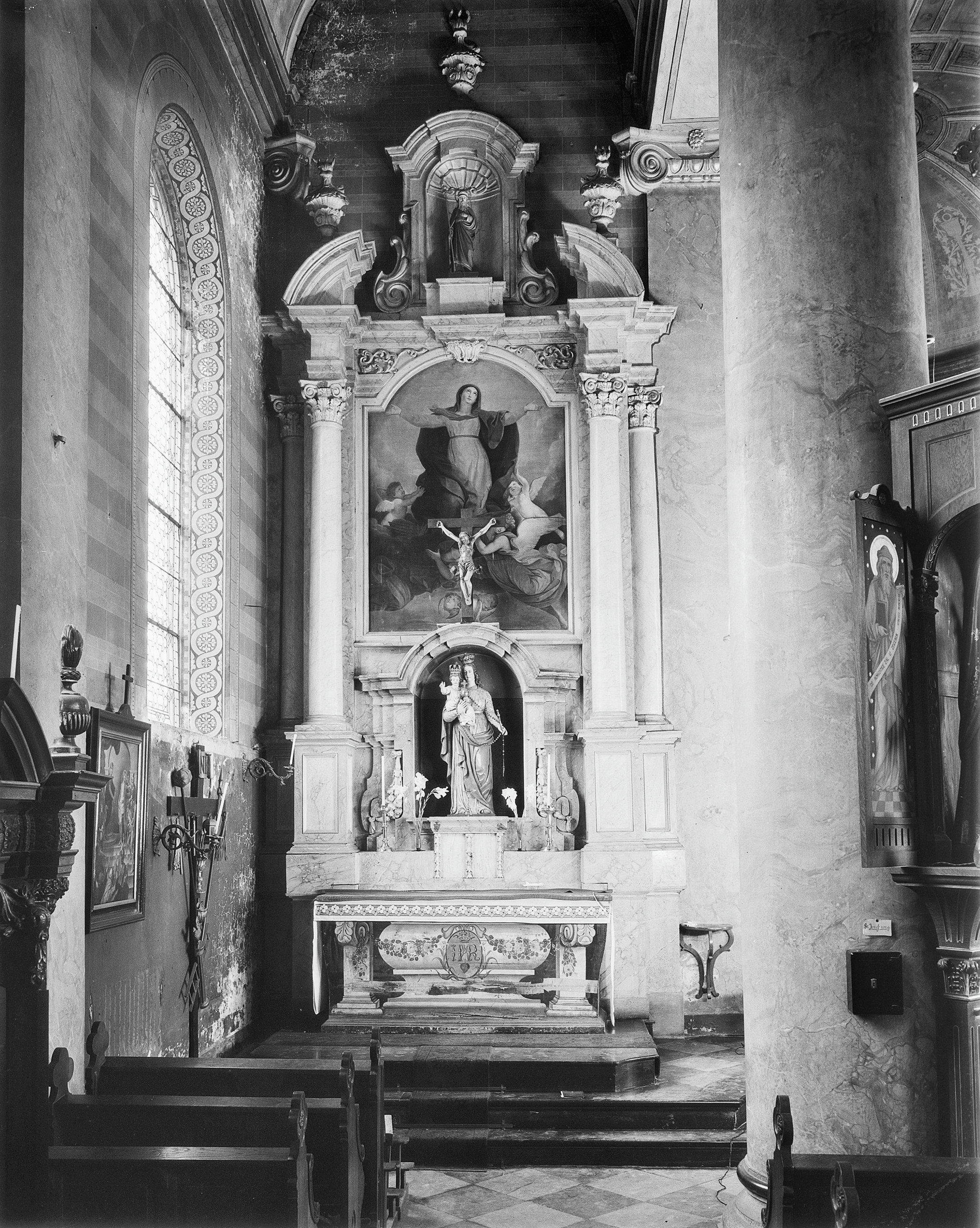
Maria-altaar noordbeuk
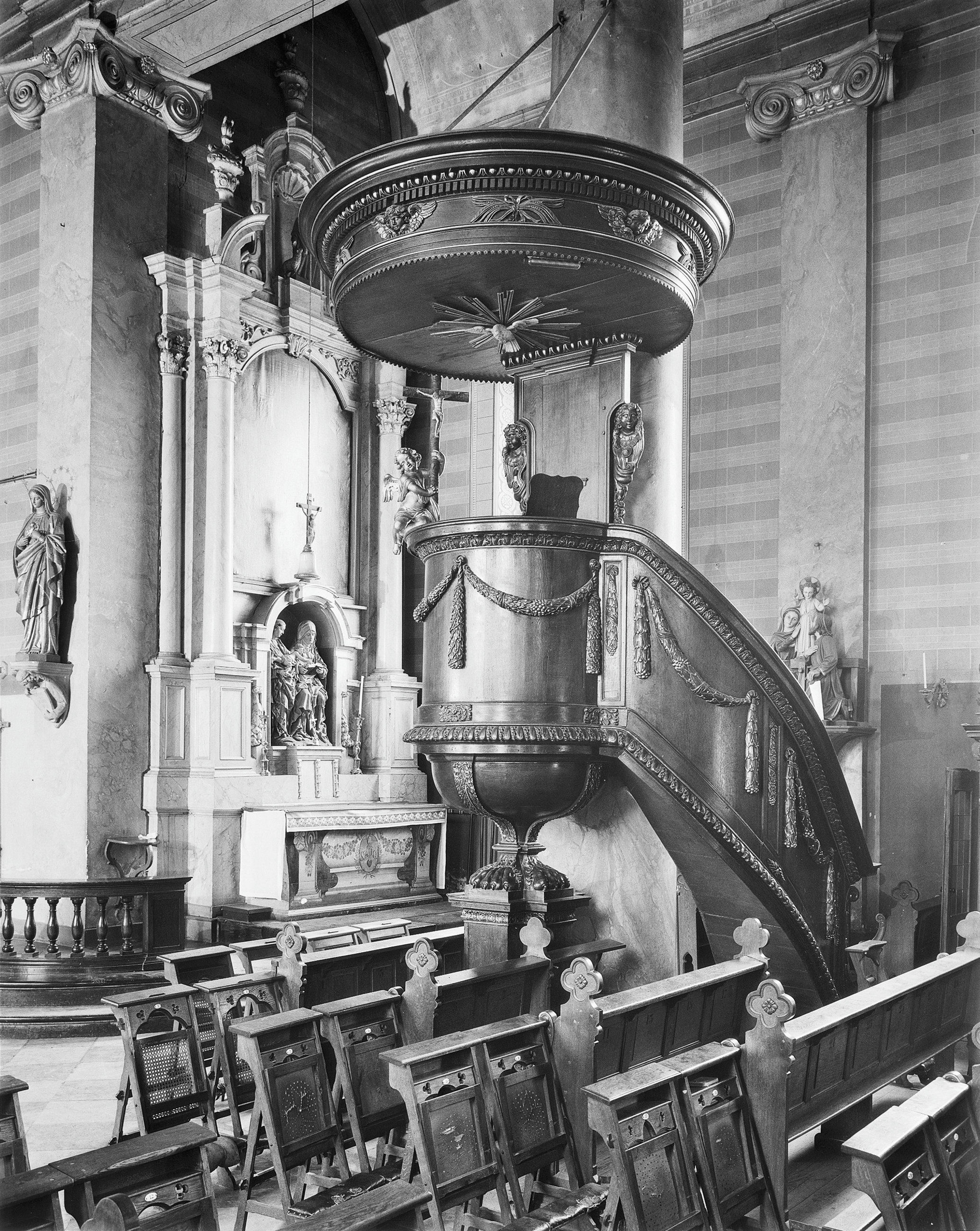
Preekstoel

### Beeldhouwkunst
De Sint-Augustinuskerk bezit diverse laatgotische beelden, onder andere een triomfkruis met corpus (ca. 1500) en beelden van de Heilige Barbara (ca. 1500) en Catharina (ca. 1525).
In de kerk bevindt zich een Maaslandse Anna te Drieën van de zogenaamde Meester van Elsloo. Het beeld was rond 1850 vanuit de Munsterkerk in Roermond naar Elsloo gekomen, naar de toen nieuw gebouwde kerk. Het beeld werd de naamgever van de onbekende beeldensnijder, die het beeld omstreeks 1500 maakte, maar het niet signeerde. In 1940 publiceerde de net in Nijmegen afgestudeerde Joseph Timmers, later bekend geworden als prof. dr. J.J.M. Timmers een artikel in het tijdschrift Oud-Holland met de titel 'Een onbekend beeldsnijder der 16e eeuw: de "Meester van Elsloo"'. In het artikel introduceerde hij de noodnaam Meester van Elsloo voor een groep laat-middeleeuwse beeldensnijders, die onder andere het beeld in Elsloo hadden vervaardigd. Later werden door hem en anderen tientallen andere beelden aan dit Maaslandse atelier toegeschreven.

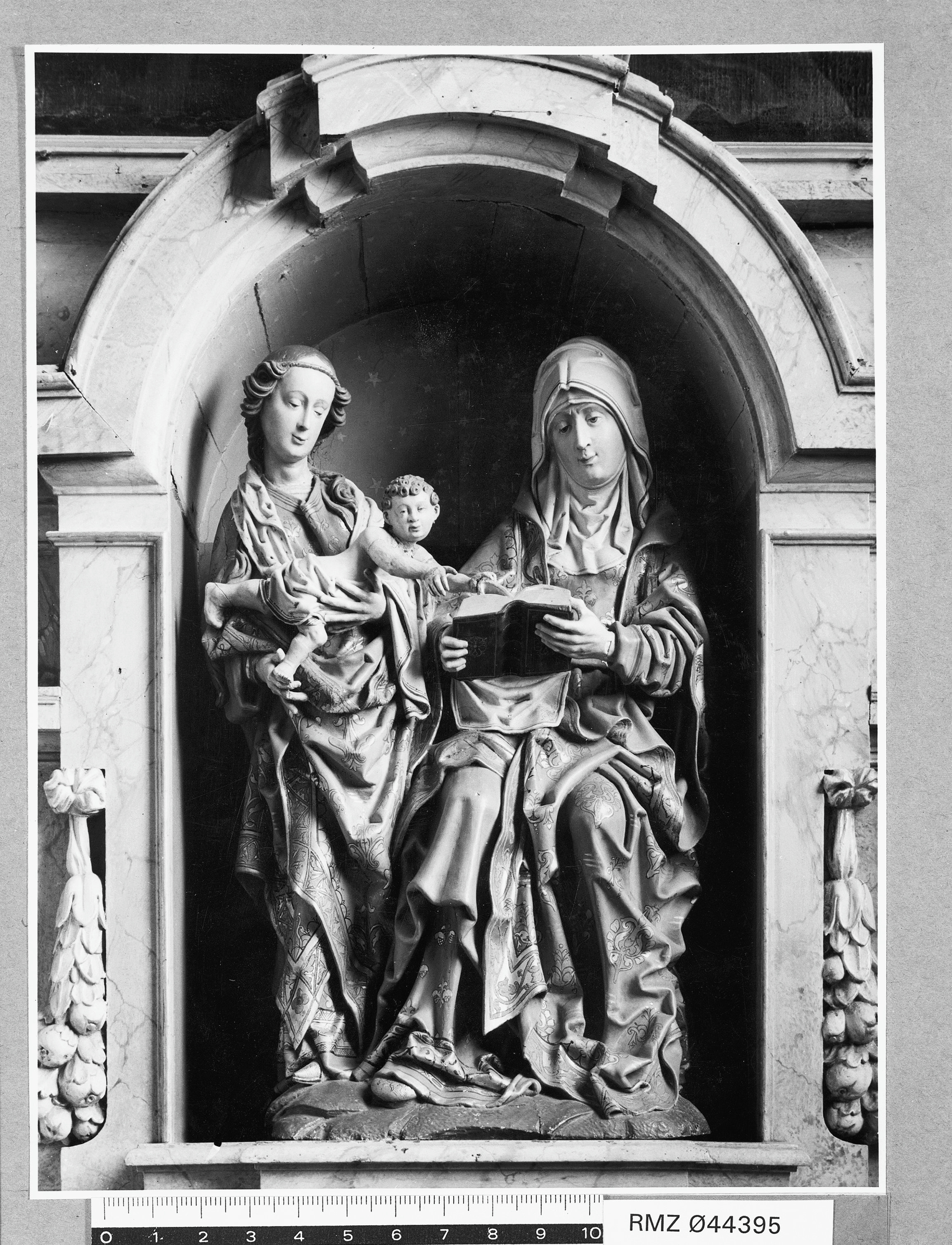
Anna te Drieën
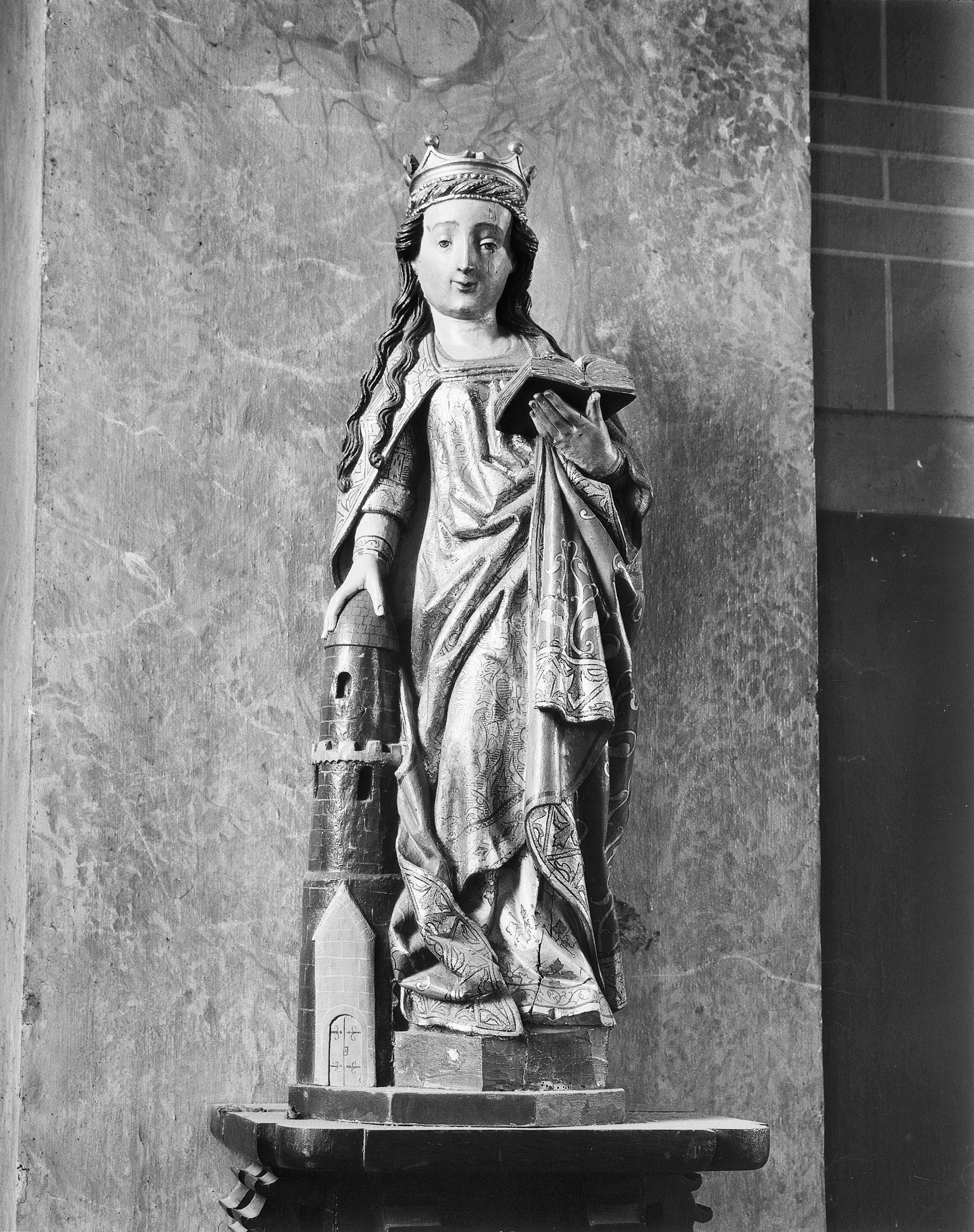
Heilige Barbara
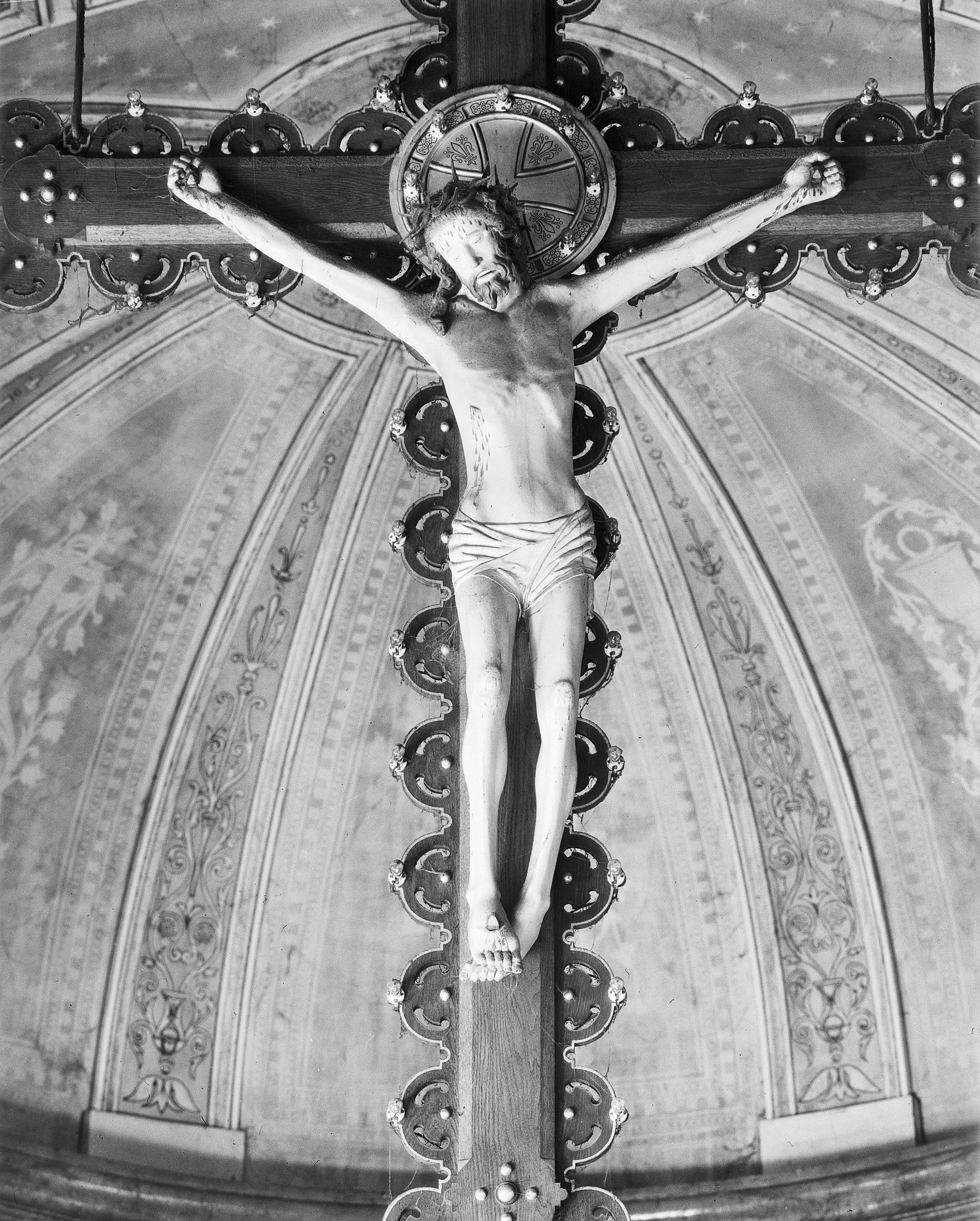
Triomkruis
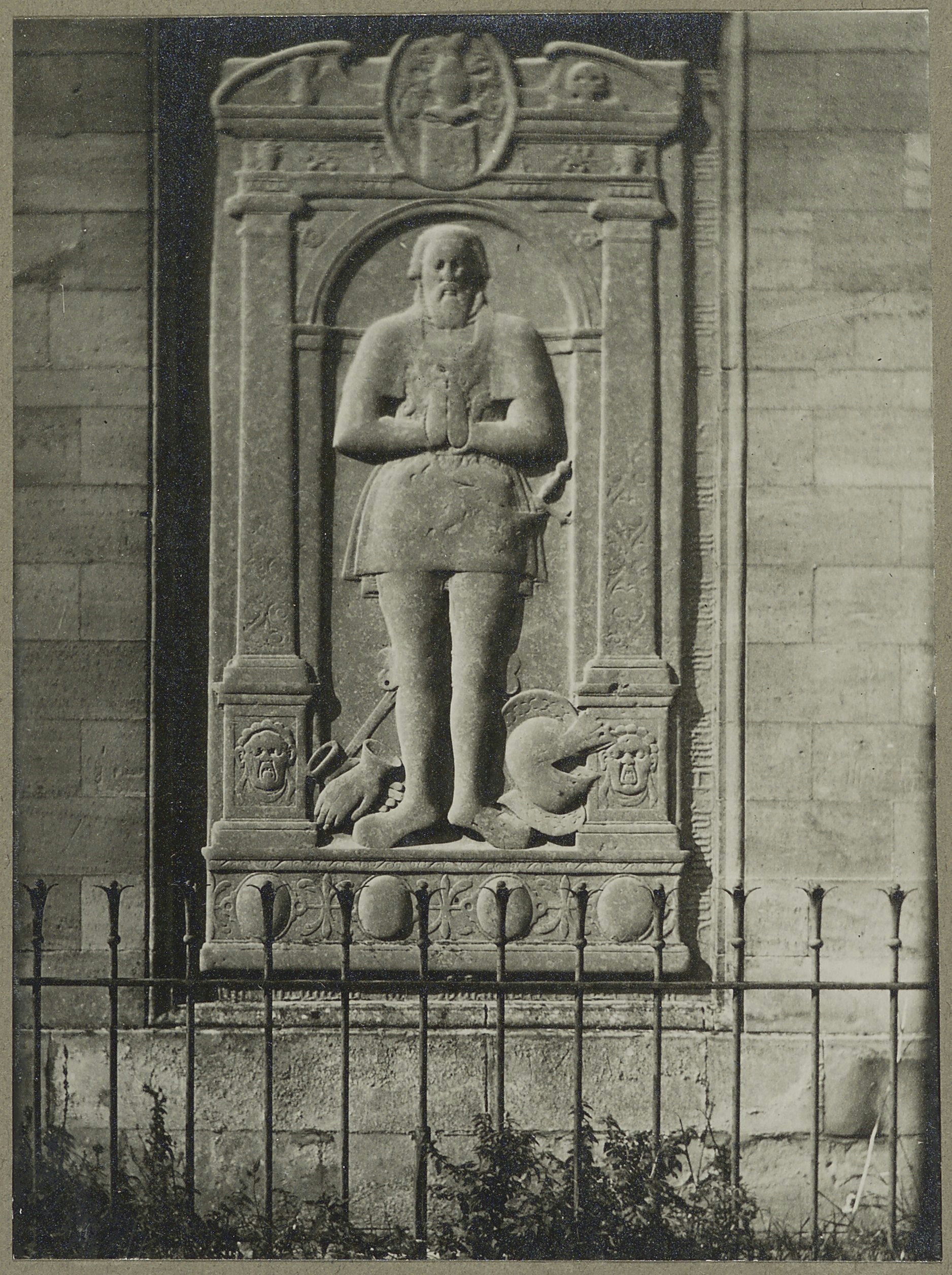
Grafzerk uit de oude kerk